# 桌上舞
桌上舞是在桌子上進行的情色舞蹈。在某些地區，桌上舞可能為替代膝上舞，此是由於法律上禁止表演者與顧客有身體接觸。其中一個例子是在加拿大滑铁卢市的桌上舞是在顧客桌上的可攜式平台。